# Горячев, Игорь Валентинович
И́горь Валенти́нович Горя́чев (род. 7 июля 1975, Павлодар) — казахстанский футболист, защитник.

## Карьера
Воспитанник павлодарского футбола. До перехода в пляжный футбол играл за клубы «Иртыш», «Батыр», «Атырау», «Елимай», «Есиль-Богатырь» и «Энергетик».

## Достижения
Футбол
- Чемпион Казахстана: 1993, 1997
- Обладатель Кубка Казахстана: 1997/98
- Победитель Первой лиги Казахстана: 2007

Пляжный футбол
- Чемпион Казахстана: 2012